# Guniak odłogowy
Guniak odłogowy (Amphimallon assimile) – gatunek chrząszcza z rodziny poświętnikowatych i podrodziny chrabąszczowatych. Zamieszkuje Europę.

## Taksonomia
Gatunek ten opisany został po raz pierwszy w 1790 roku przez Johanna Friedricha Wilhelma Herbsta pod nazwą Melolontha assimile.

## Morfologia

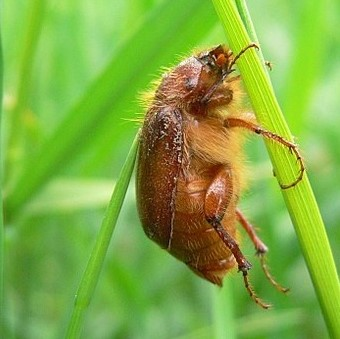
Imago w środowisku naturalnym; widok z boku

Chrząszcz o owalnym w zarysie ciele długości od 10 do 14 mm, z wierzchu ubarwionym jednolicie w odcieniu żółtobrunatnym do czerwonobrunatnego. Na powierzchni głowy występuje nierównomierne punktowanie i owłosienie. Czułki buduje dziewięć członów. Stosunkowo wypukłe przedplecze ma drobne i gęste punktowanie oraz złożone z dwóch rodzajów włosków owłosienie – wśród gęsto rozmieszczonych włosków krótkich i przylegających wyrastają rzadkie włoski długie i sterczące. Długie włoski wyrastają na tarczce. Pokrywy mają nierównomierne punktowanie, stosunkowo gęste, krótkie  przylegające owłosienie, a na krawędziach bocznych w okolicach barkowych także długie szczecinki. Stopień wysklepienia międzyrzędów jest niewielki. Krótkie, jasne i przylegające jest owłosienie na pygidium. Przednia para odnóży ma golenie z ostrogą wierzchołkową położoną na poziomie wierzchołka drugiego z trzech obecnych na nich zębów.

## Ekologia i występowanie
Owad rozmieszczony od przedgórzy po góry, osiągający rzędne 1900 m n.p.m. Zasiedla skraje lasów, ugory, parki i ogrody. Aktywne osobniki dorosłe spotyka się od czerwca do sierpnia. Latają po zachodzie słońca. Pędraki rozwijają się w glebie, żerując na korzeniach roślin zielnych i traw.
Gatunek palearktyczny, europejski, znany z Hiszpanii, Francji, Niemiec, Szwajcarii, Austrii, Włoch, Polski, Czech, Słowacji, Węgier, Białorusi, Ukrainy, Rumunii, Bułgarii, Słowenii, Chorwacji, Bośni i Hercegowiny oraz Serbii. W Polsce jest rzadko spotykany, podawany z nielicznych stanowisk na południu kraju. Zarówno na „Czerwonej liście zwierząt ginących i zagrożonych w Polsce”, jak i na „Czerwonej liście gatunków zagrożonych Republiki Czeskiej” znalazł się jako gatunek bliski zagrożenia wymarciem (NT).